# Seis días de Boston
Los Seis días de Boston fue una carrera de ciclismo en pista, de la modalidad de seis días, que se disputaba en Boston (Estados Unidos). Su primera edición data de 1901 aunque anteriormente ya se habían disputado algunas carreras pero de carácter individual.

## Palmarés
| Año                               | Ganadores                         | Segundos                            | Terceros                     |
| --------------------------------- | --------------------------------- | ----------------------------------- | ---------------------------- |
| Seis días de Boston (individual)  |                                   |                                     |                              |
| 1879                              | Charles Terront                   |                                     |                              |
| 1896                              | Robert Walthour Sr.               |                                     |                              |
| 1897                              | Charles Terront                   |                                     |                              |
| Seis días de Boston (por parejas) |                                   |                                     |                              |
| 1901                              | Otto Maya Fred Bowler             | Hugh McLean Jim Moran               | Floyd mcFarland Blecker      |
| 1902                              | Otto Maya Floyd McFarland         | George Leander John Rutz            | Ben Munroe Howard Freeman    |
| 1903-1906                         | ediciones no realizadas           | ediciones no realizadas             | ediciones no realizadas      |
| 1907                              | Hugh McLean Floyd Krebs           | Jim Moran Joe Fogler                | Eddy Root Walter Bardgett    |
| 1908                              | Iver Lawson Niels Marius Andersen | Worth Mitten Pat Logan              | Charles Vanoni Williams      |
| 1909                              | edición no realizada              | edición no realizada                | edición no realizada         |
| 1910                              | Jim Moran Frank Kramer            | Alfred Goullet Paddy Hehir          | Joe Fogler Elmer Collins     |
| 1911                              | edición no realizada              | edición no realizada                | edición no realizada         |
| 1912                              | Jim Moran Joe Fogler              | Eddy Root Paddy Hehir               | John Bedell Ernie Pye        |
| 1913                              | Ivar Lawson Joe Fogler            | Eddy Root Paddy Hehir               | Percy Lawrence Jake Magin    |
| 1914                              | Alfred Goullet Alfred Hill        | Reginald McNamara Jim Moran         | Peter Drobach Ivar Lawson    |
| 1915                              | Alfred Grenda Alfred Hill         | Reginald McNamara Bob Spears        | Jake Magin Menus Bedell      |
| 1916                              | Alfred Goullet Alfred Grenda      | Jake Magin Frank Corry              | Lloyd Thomas Peter Lawrence  |
| 1917-1925                         | ediciones no realizadas           | ediciones no realizadas             | ediciones no realizadas      |
| 1926                              | Harris Horder Alec McBeath        | Robert Walthour Jr. Anthony Beckman | Dave Lands Otto Petri        |
| 1927-1932                         | ediciones no realizadas           | ediciones no realizadas             | ediciones no realizadas      |
| 1933 (1)                          | Norman Hill Dave Lands            | Willie Grimm Edoardo Severgnini     | Charly Ritter Franz Duelberg |
| 1933 (2)                          | Norman Hill Albert Crossley       | Robert Walthour Jr. Tino Reboli     | Dave Lands Charly Ritter     |